# Псих, но всё в порядке
«Псих, но всё в порядке» (англ. It's Okay to Not Be Okay, кор. 사이코지만 괜찮아, Saikojiman gwaenchana) — южнокорейский телесериал 2020 года, в главных ролях Ким Сухён, Со Йе Джи, О Джонсе и Пак Кю-ён. Выходил с 20 июня по 9 августа 2020 года на канале tvN. Сериал доступен по всему миру на Netflix.

## Сюжет
Мун Кан Тэ (Ким Сухён) живет со своим старшим братом-аутистом Мун Сан Тэ (О Джон-сэ). Они часто переезжают из города в город с тех пор, как Сан Тэ стал свидетелем убийства их матери. Кан Тэ устраивается медбратом в психиатрическую больницу в каждом месте, где они поселяются. Работая в одной из таких больниц, он встречает известного автора детских книг Ко Мун Ён (Со Йеджи), которая, по слухам, страдает антисоциальным расстройством личности.
Обстоятельства заставляют Канг Тэ работать в психиатрической больнице "Всё в порядке" в городе Сончжин, том же городе, где они все жили в юности. Между тем, Ко Мун Ён испытывает романтическую страсть к Мун Кан Тэ. Она следует за ним в Сончжин, где узнает, что они с Мун Ганг Тэ пересекались еще детьми. Там Ко Мун Ён с братьями медленно начинает залечивать эмоциональные раны друг друга и порой эксцентричными поступками помогать пациентам больницы "Все в порядке". По мере развития сюжета три раскрывают множество секретов, ищут утешения друг в друге и продвигаются вперед в своей жизни.

## В ролях

### Основные герои
- Ким Сухён — Мун Ганг Тэ (30 лет)

Медбрат, работающий в психиатрической больнице "Всё в порядке". Сочувствуя всем окружающим, он борется с самооценкой и собственными эмоциями и желаниями. Мун Ганг Тэ избегает близких отношений с кем-либо, кроме своего старшего брата Мун Санг Тэ и друга Джо Джэ Су, и никогда не жил нормальной жизнью, потому что из-за детской травмы брата им приходится переезжать каждую весну. Повстречав Ко Мун Ён, он постепенно возвращает себе чувства и воплощает свои детские мечты.
- Со Йе Джи — Ко Мун Ён (30 лет)

Автор популярных детских книг. Страдает антисоциальным расстройством личности. У нее было тяжелое детство и непростые отношения с родителями: ее мать после таинственного исчезновения преследует ее в кошмарах, а отца страдающего деменцией и раком головного мозга она отказывается считать живым и помогать ему. После случайной встречи она развивает романтическую одержимость Мун Ганг Тэ и идет на все, чтобы привлечь его внимание. Уехав за Мун Ганг Тэ из Сеула в Сончжин, она встречается с умирающим отцом и другими пациентами больницы "Все в порядке", переживая свои травмы.
- О Джонсе — Мун Санг Тэ (35 лет)

Старший брат Мун Ганг Тэ, страдающий аутизмом. Он поклонник Ко Мун Ён и готов на все ради встречи с ней. Он был единственным свидетелем убийства своей матери, в результате чего начал иррационально бояться бабочек и не переносит, когда кто-то, кроме брата, касается его волос. Каждую весну воспоминания об убийстве матери перерастает в кошмары, которые вынуждают его и Ганг Тэ переезжать, чтобы «убежать от бабочки, которая его найдет и убьет». С подачи Ко Мун Ён начинает работать над иллюстрированием ее новой книги и становится иллюстратором.
- Пак Кю Ён — Нам Джу Ри(30 лет)

Медсестра и коллега Мун Ганг Тэ в психиатрической больнице "Всё в порядке", в том числе ухаживает за отцом Ко Мун Ён, Ко Дэхваном, который лежит в этой больнице с деменцией. Она безответно влюблена в Мун Ганг Тэ, но очень застенчива, чтобы признаться ему. Встретившись с Мун Ганг Тэ в Сеуле, она предлагает ему переехать к ней с матерью в Сончжин и устроиться в больницу "Все в порядке". Она испытывает к Ко Мун Ён, с которой она недолго дружила в начальной школе, резкую неприязнь и завидует ее близким отношениям с Мун Ганг Тэ.

### Второстепенные персонажи

#### СансанИсан Паблишер
- Ким Джу Юн — Ли Санг Ин

Гендиректор издательства. Издает книги Ко Мун Ён последние 10 лет и, когда она теряет контроль, помогает замять любой скандал, подкупая потерпевших коробками, набитыми деньгами. После того, как всплывает инцидент с последней презентацией Ко Мун Ён в Сеуле, судьба издательства СансанИсан Паблишер и карьеры Ко Мун Ён висит на волоске. В итоге, он закрывает издательство, уезжает в Сончжин вслед за своей подопечной писательницей и пытается подтолкнуть ее к написанию новой книги. В Сончжине он встречается с Нам Джу Ри и влюбляется в нее, чтобы быть к ней ближе, он знакомится с ее мамой и переезжает к ним. Когда Ко Мун Ён начинает работу над новой книгой, подписывает с Мун Санг Тэ договор, издать книгу с его иллюстрациями.
- Пак Джин Джо — Ю Сонг Жэ

Артдиректор издательства, которая по сути выполняет обязанности ассистента Ли Санг Ина, и постоянно терпит его издевательства. После закрытия СансанИсан Паблишер, следует за Ли Санг Ином в Сончжин и продолжает помогать ему.

#### Сотрудники психиатрической больницы "Все в порядке"
- Ли Санг Ван — О Джи Ванг

Главврач больницы. Несмотря на свои нетрадиционные методы лечения, он отличается чрезвычайным врачебным чутьем и заботой о своих пациентах и добивается удивительного результата в помощи им. После того, как в больницу устраивается на работу Мун Ганг Тэ, на безвомездной основе начинает терапию с Мун Санг Тэ, пытаясь помочь ему пережить страх перед бабочками.
- Ким Ми Кюнг — Канг Сун Док

Шеф-повар больницы и мать Пак Джу Ри. Сдает комнаты Мун Ганг Тэ, Мун Санг Тэ и их другу Джо Дже Су, Ли Санг Ин и Ю Сонг Жэ, когда те переезжают в Сончжин.

## Саундтрек
1. You're Cold — Heize
2. Breath — Сэм Ким
3. My Tale — Пак Вон
4. In Your Time — И Су-хён
5. Hallelujah — Kim Feel
6. Little By Little — Cheeze
7. Puzzle — Yongzoo

## Рейтинги
| № серии | Часть   | Дата показа    | Заглавие                           | AGB Nielsen  | AGB Nielsen  |
| № серии | Часть   | Дата показа    | Заглавие                           | Национальный | Сеул         |
| ------- | ------- | -------------- | ---------------------------------- | ------------ | ------------ |
| 1       |         | 20 июня 2020   | Мальчик, который питался кошмарами | 6.093% (1st) | 7.036% (1st) |
| 2       |         | 21 июня 2020   | Дама в красных туфлях              | 4.722% (1st) | 5.474% (1st) |
| 3       |         | 27 июня 2020   | Спящая ведьма                      | 5.940% (1st) | 6.529% (1st) |
| 4       |         | 28 июня 2020   | Зомби ребенок                      | 4.942% (1st) | 6.000% (1st) |
| 5       | 1       | 4 июля 2020    | Рапунцель и Проклятый Замок        | 4.661% (2nd) | 5.285% (2nd) |
| 5       | 2       | 4 июля 2020    | Рапунцель и Проклятый Замок        | 5.248% (1st) | 5.782% (1st) |
| 6       | 1       | 5 июля 2020    | Секрет Синей Бороды                | 5.056% (2nd) | 5.114% (2nd) |
| 6       | 2       | 5 июля 2020    | Секрет Синей Бороды                | 5.647% (1st) | 5.748% (1st) |
| 7       | 1       | 11 июля 2020   | Веселая собака                     | 5.054% (2nd) | 5.434% (2nd) |
| 7       | 2       | 11 июля 2020   | Веселая собака                     | 5.555% (1st) | 5.753% (1st) |
| 8       | 1       | 12 июля 2020   | Красавица и чудовище               | 4.744% (2nd) | 5.160% (2nd) |
| 8       | 2       | 12 июля 2020   | Красавица и чудовище               | 5.634% (1st) | 6.407% (1st) |
| 9       | 1       | 18 июля 2020   | У короля ослиные уши               | 4.995% (2nd) | 5.416% (2nd) |
| 9       | 2       | 18 июля 2020   | У короля ослиные уши               | 5.814% (1st) | 6.501% (1st) |
| 10      | 1       | 19 июля 2020   | Девушка, которая кричала Волки     | 4.212% (2nd) | 4.669% (2nd) |
| 10      | 2       | 19 июля 2020   | Девушка, которая кричала Волки     | 5.481% (1st) | 5.995% (1st) |
| 11      | 1       | 25 июля 2020   | Гадкий утенок                      | 4.552% (2nd) | 4.681% (2nd) |
| 11      | 2       | 25 июля 2020   | Гадкий утенок                      | 5.681% (1st) | 5.661% (1st) |
| 12      | 1       | 26 июля 2020   | Ромео и Джульетта                  | 5.145% (2nd) | 5.597% (2nd) |
| 12      | 2       | 26 июля 2020   | Ромео и Джульетта                  | 5.264% (1st) | 6.108% (1st) |
| 13      | 1       | 1 августа 2020 | Отец двух сестер                   | 4.794% (2nd) | 5.155% (2nd) |
| 13      | 2       | 1 августа 2020 | Отец двух сестер                   | 5.696% (1st) | 6.151% (1st) |
| 14      | 1       | 2 августа 2020 | Рука, Морской черт                 | 5.403% (2nd) | 6.042% (2nd) |
| 14      | 2       | 2 августа 2020 | Рука, Морской черт                 | 5.947% (1st) | 6.654% (1st) |
| 15      | 1       | 8 августа 2020 | Сказка о двух братьях              | 5.567% (2nd) | 6.198% (2nd) |
| 15      | 2       | 8 августа 2020 | Сказка о двух братьях              | 6.492% (1st) | 7.365% (1st) |
| 16      | 1       | 9 августа 2020 | В поисках настоящего лица          | 6.224% (2nd) | 7.296% (2nd) |
| 16      | 2       | 9 августа 2020 | В поисках настоящего лица          | 7.348% (1st) | 8.535% (1st) |
| Средний | Средний | Средний        | Средний                            | 5.425%       | 6.025%       |